# Mabel Normand
Mabel Ethelreid Normand (właśc. Mabel Ethelreid Fortesque, ur. 9/10 listopada 1895?, zm. 22 lutego 1930) – amerykańska aktorka komediowa epoki kina niemego, znana z występów u boku m.in. Charlesa Chaplina i Roscoe Arbuckle. Jej karierze towarzyszyły liczne skandale.

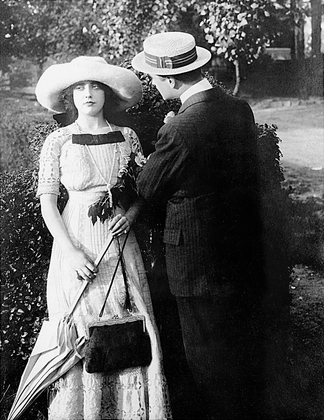
Her Awakening (1911)
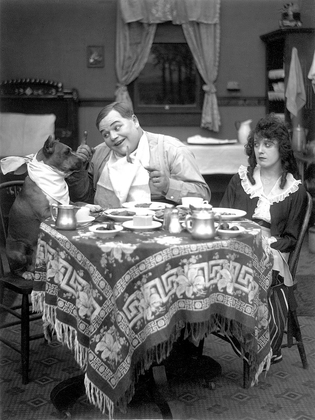
Fatty and Mabel Adrift (1916)
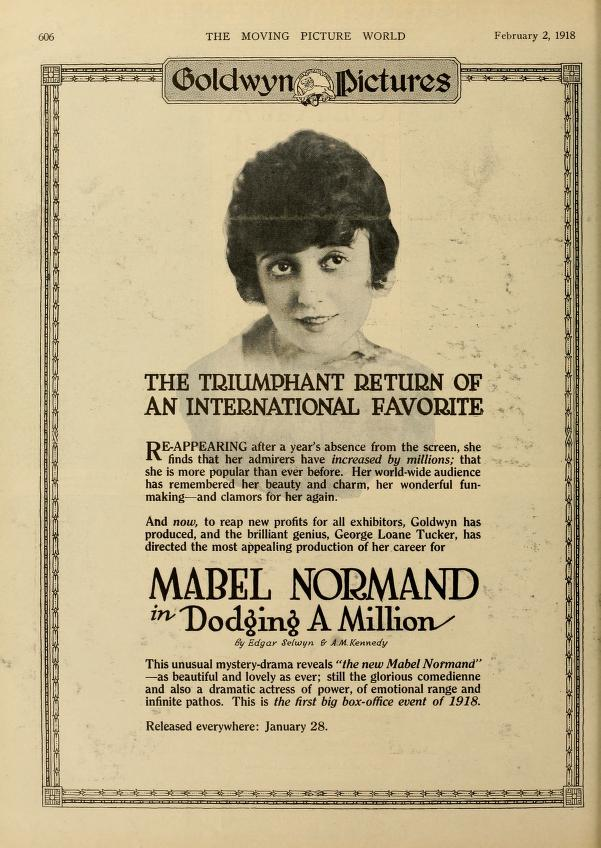
Dodging a Million (1916)
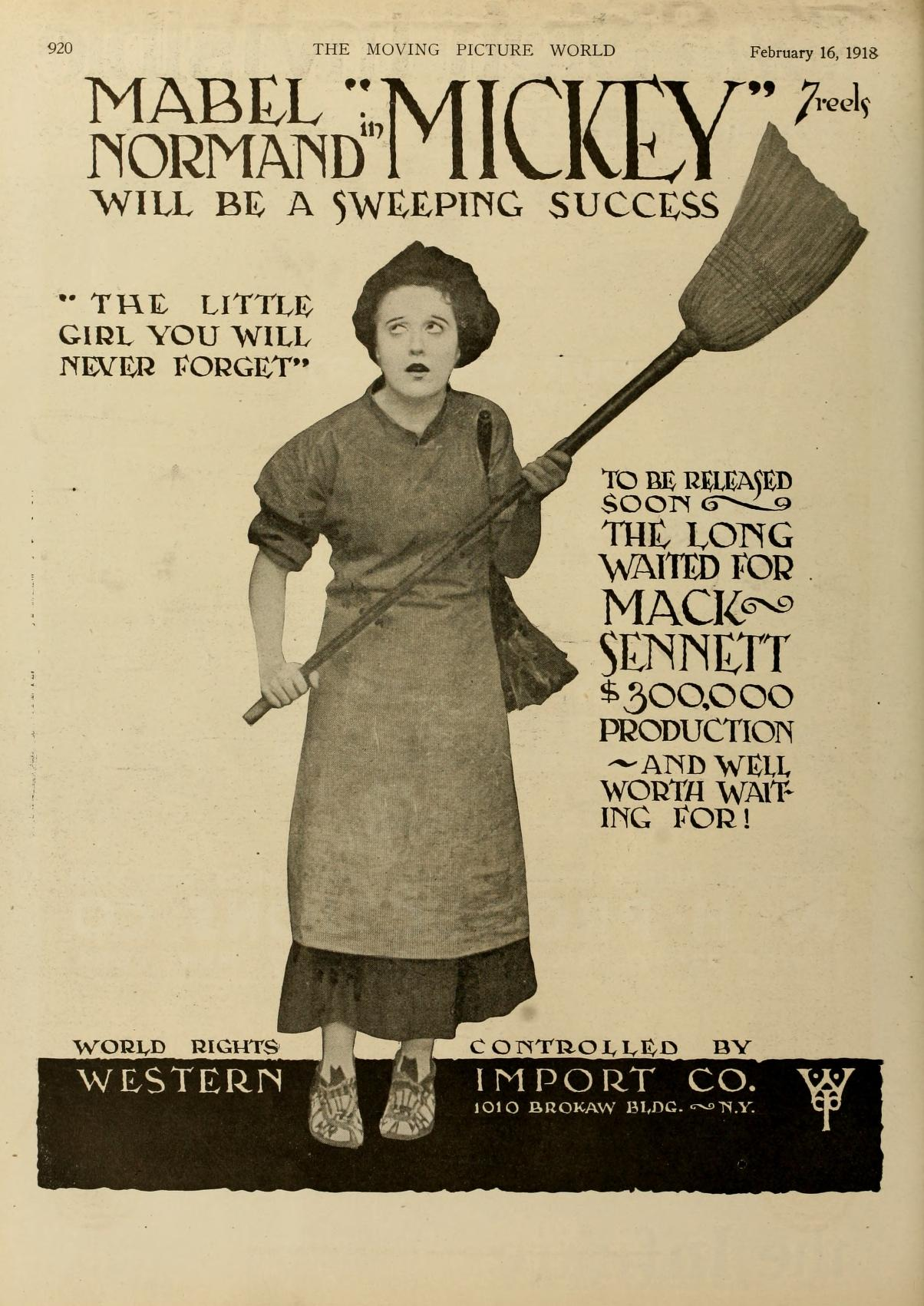
Mickey (1916)
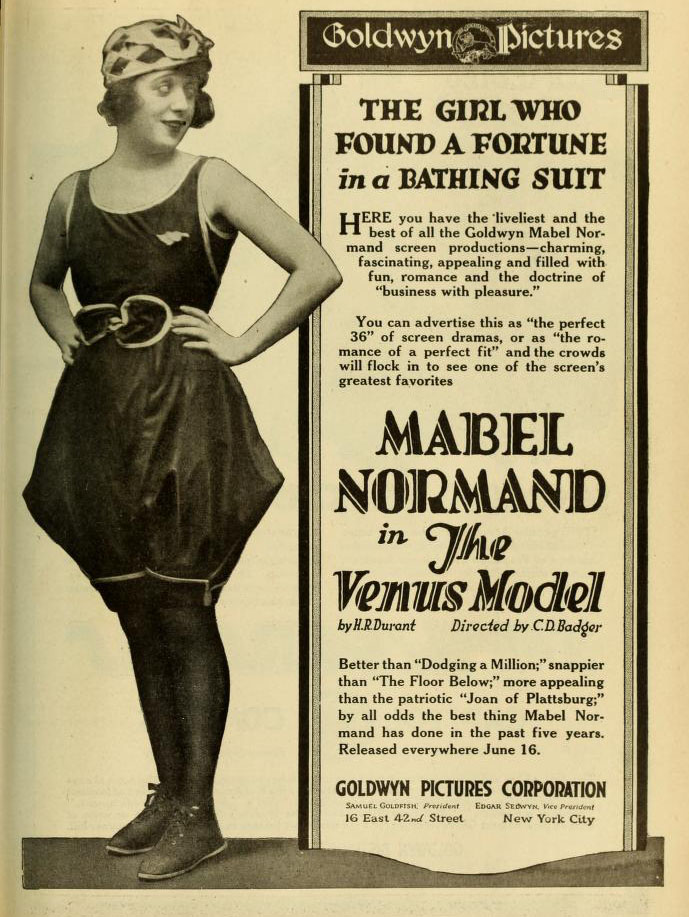
The Venus Model (1918)
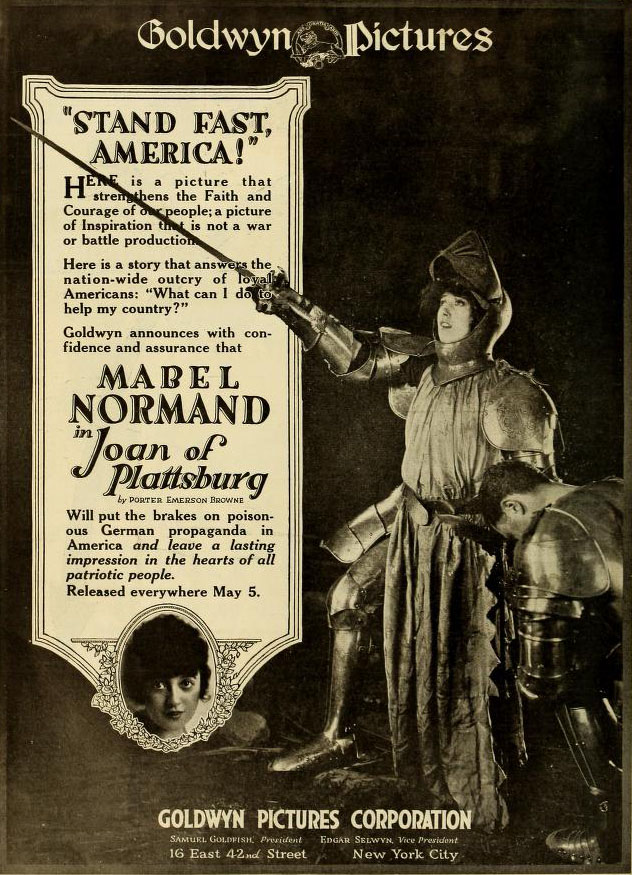
Joan of Plattsburg (1918)
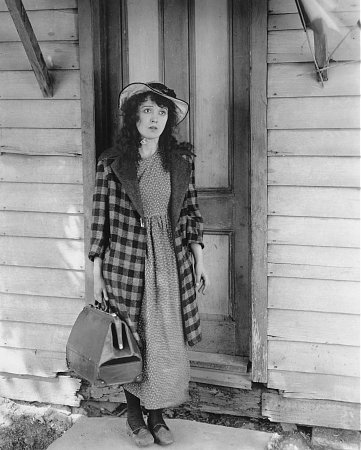
Peck's Bad Girl (1918)
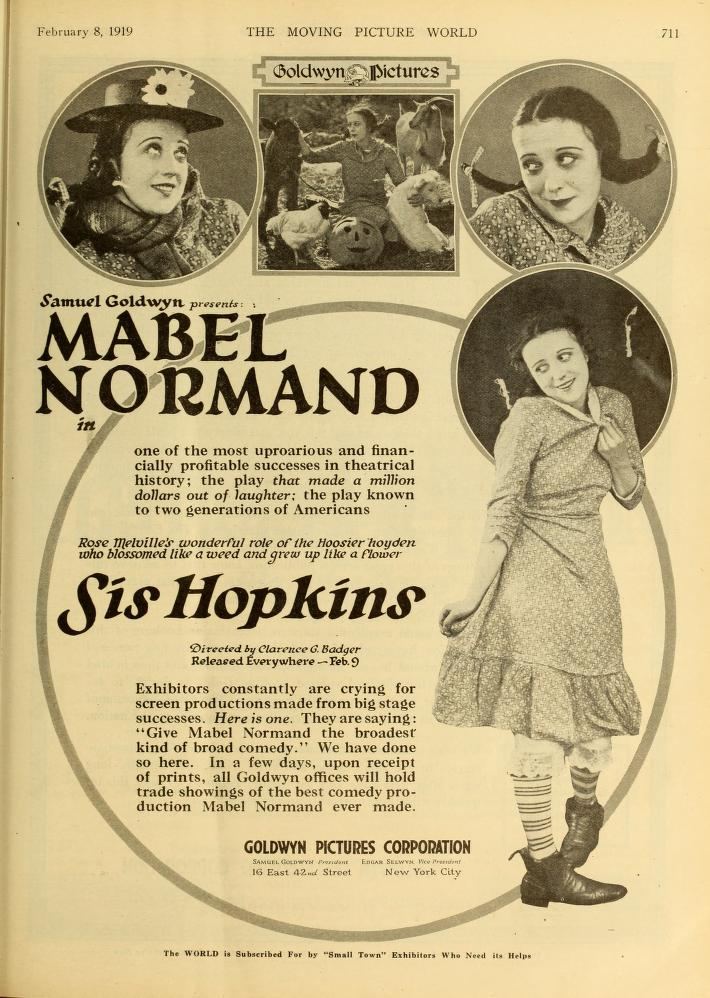
Sis Hopkins (1919)
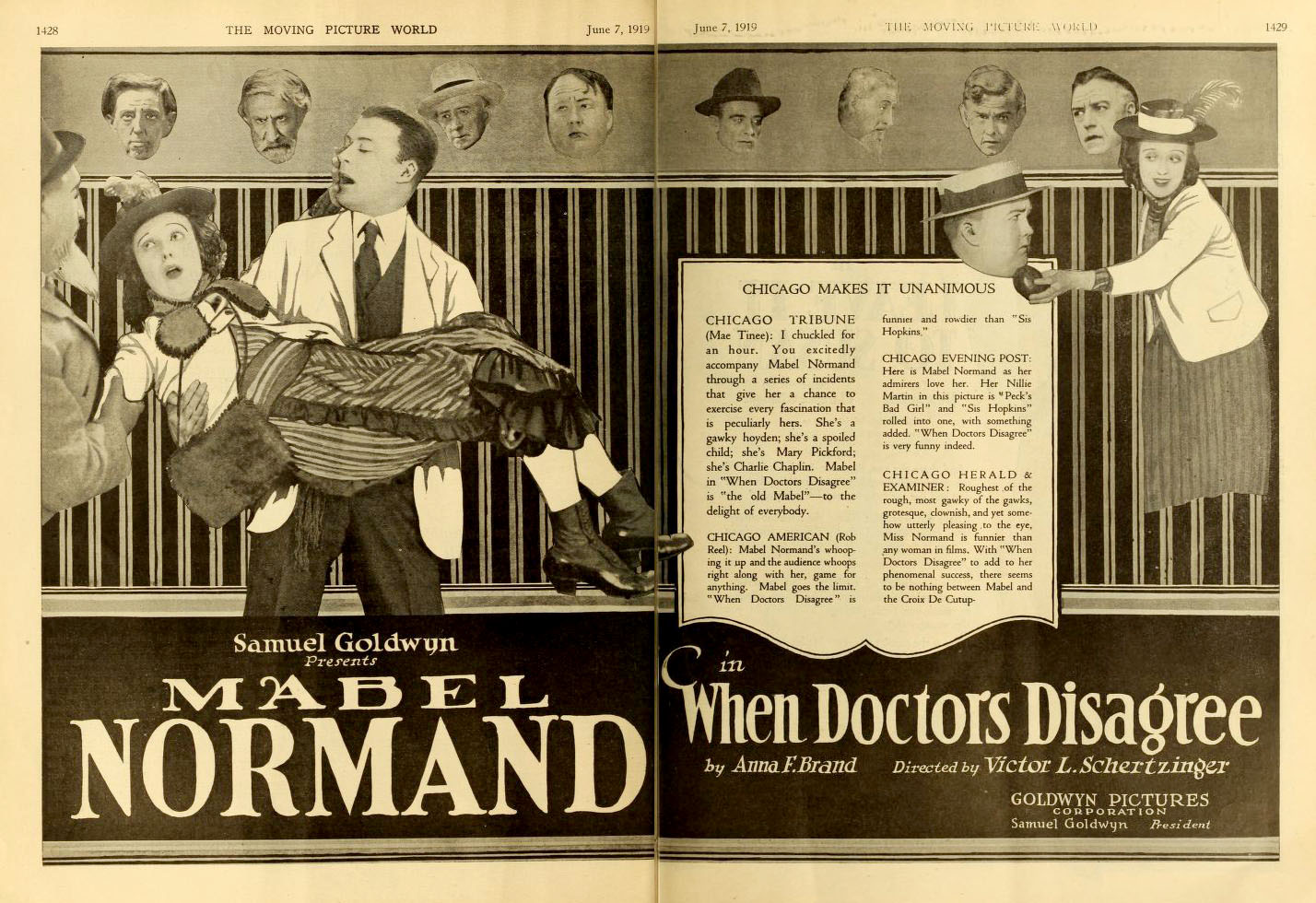
When Doctors Disagree (1919)

## Filmografia
- 1910: Indiscretions of Betty
- 1911: Her Awakening
- 1911: Why He Gave Up
- 1911: Opowieść o dwóch miastach
- 1912: The Water Nymph
- 1912: The Flirting Husband
- 1912: Mabel’s Lovers 	Mabel
- 1912: At Coney Island
- 1912: Mabel’s Adventures
- 1913: The Bangville Police
- 1913: A Noise from the Deep
- 1913: A Little Hero
- 1913: Mabel’s Awful Mistakes
- 1913: Passions, He Had Three
- 1913: For the Love of Mabel
- 1913: Mabel’s Dramatic Career
- 1913: The Gypsy Queen
- 1914: Cohen Saves the Flag
- 1914: Mabel’s Stormy Love Affair
- 1914: Won in a Closet
- 1914: In the Clutches of the Gang
- 1914: Mack at It Again
- 1914: Mabel’s Strange Predicament
- 1914: Mabel’s Blunder
- 1914: A Film Johnnie
- 1914: Mabel at the Wheel
- 1914: Caught in a Cabaret
- 1914: Mabel’s Nerve
- 1914: The Alarm
- 1914: Flirt Mabel
- 1914: The Fatal Mallet
- 1914: Mabel’s Busy Day
- 1914: Charlie i manekin
- 1914: Mabel’s New Job
- 1914: Zabawny romans Charliego i Loloty
- 1914: Charlie i Mabel na spacerze
- 1914: The Sky Pirate
- 1914: The Masquerader
- 1914: Mabel’s Latest Prank
- 1914: Hello, Mabel
- 1914: Gentlemen of Nerve
- 1914: Charlie jest tatusiem
- 1914: Shotguns That Kick
- 1914: Getting Acquainted
- 1915: Mabel and Fatty’s Wash Day
- 1915: Mabel and Fatty’s Simple Life
- 1915: Mabel and Fatty Viewing the World's Fair at San Francisco
- 1915: Mabel and Fatty’s Married Life 	Mabel
- 1915: That Little Band of Gold
- 1915: Wished on Mabel
- 1915: Mabel’s Wilful Way
- 1915: Mabel Lost and Won
- 1915: The Little Teacher
- 1916: Fatty and Mabel Adrift
- 1916: He Did and He Didn't
- 1918: The Venus Model
- 1918: A Perfect 36
- 1918: Mickey
- 1919: Jinx
- 1920: What Happened to Rosa
- 1921: Molly O'
- 1922: Head Over Heels
- 1922: Oh, Mabel Behave
- 1923: Suzanna
- 1923: The Extra Girl
- 1926: Raggedy Rose
- 1926: The Nickel-Hopper
- 1927: Should Men Walk Home?
- 1927: One Hour Married